# Акробатична смес
„Акробатична смес“ (на немски: Akrobatisches Potpourri) е германски късометражен документален ням филм от 1895 година, заснет от изобретателя, продуцент и режисьор Макс Складановски. Той е един от първите германски филми в историята на кинематографията.

## Сюжет
Заснет в парк в Берлин, филмът показва група от осем акробати, известни по това време от изпълненията си в цирка като „фамилия Грунато“, които представят пред камерата акробатичен номер.

## Реализация
Филмът е излъчен с комерсиална цел пред публика на 1 ноември 1895 година, заедно с още няколко филма, всеки от които с времетраене от шест секунди.